# Danny Blum
 (mars 2025).
Si vous disposez d'ouvrages ou d'articles de référence ou si vous connaissez des sites web de qualité traitant du thème abordé ici, merci de compléter l'article en donnant les références utiles à sa vérifiabilité et en les liant à la section « Notes et références ».
Danny Blum est joueur de football de nationalité allemande, évoluant au poste d’ailier gauche. Il est né le 7 janvier 1991 à Frankenthal. Il est le frère de Shawn Blum, espoir du 1. FC Kaiserslautern.

## Carrière
Formé au 1. FC Kaiserslautern puis au FC Schalke 04 il est passé par le SV Sandhausen (86M,7B,8PD); en prêt au Karlsruher SC (21M,1B,2PD); il part gratuitement au 1. FC Nuremberg(48M,8B,10PD); grâce à ses bonnes performances il est recruté par le Eintracht Francfort, malheureusement il y joue peu en 2 ans (24M,4B,2PD); il part donc à l'Unión Deportiva Las Palmas (24M,1B,4PD); il n'y reste qu'un an et signe donc au VfL Bochum, il y restera 2 ans (64M,15B,17PD); à 33 ans il tente une nouvelle expérience du côté de la Chypre à l'APOEL Nikosia plus précisément, il y restera seulement 6 petits mois (18M,4B,3PD), il décide donc de retourner dans le club qui l'a révélé le  1. FC Nuremberg malheureusement pour lui c'est un flop car il y jouera seulement 25 petites minutes en 6 mois; il est donc libre de tout contrat, à la mi-saison, il s'engagera dans le tout jeune club du CF Intercity, il y restera là-aussi 6 mois (7M,1B), il s'engagera au Pfeddersheim en 6ème division allemande ou il restera 2 mois (6M,2B) 

## Palmarès
1X DFB Pokal (2017/18, Eintracht Francfort)
2X 3. Liga (2011/12, SV Sandhausen; 2012/13, Karlsruher SC)
1X Bundesliga 2 (2020/21, VfL Bochum)
2X BFV POKAL (2010/11, SV Sandhausen; 2012/13 Karlsruher SC)